# Suomusjärvi

Wappen der ehemaligen Gemeinde Suomusjärvi

Suomusjärvi [ˈsuɔmusjærvi] ist eine ehemalige Gemeinde im Südwesten Finnlands. Anfang 2009 wurde sie in die Stadt Salo eingemeindet.
Suomusjärvi liegt im Osten der Landschaft Varsinais-Suomi 26 km östlich des Stadtzentrums von Salo an der Staatsstraße 1 auf halber Strecke zwischen der Hauptstadt Helsinki (92 km östlich) und Turku (87 km westlich). Die Gemeinde Suomusjörvi hatte eine Fläche von 176,48 km² (davon 17,19 km² Binnengewässer). Außer dem gleichnamigen Kirchdorf gehörten zur Gemeinde die Dörfer Ahtiala, Arpalahti, Häntälä, Jintsala, Kettula, Kitula, Korla, Lahnajärvi, Laidike, Laperla, Lemula, Rautsuo, Salittu, Salmi und Taipale. Die Einwohnerzahl betrug zuletzt 1.330. Die Gemeinde war einsprachig finnischsprachig.
Nach archäologischen Funden in Suomusjärvi erhielt die Suomusjärvi-Kultur, eine steinzeitliche Kultur, die im 9. bis 6. Jahrtausend v. Chr. in Finnland vorherrschte, ihren Namen.
Die von Ernst Bernhard Lohrmann entworfene Holzkirche im Gemeindezentrum von Suomusjärvi wurde 1847–1849 erbaut, der separate Kirchturm stammt aus dem Jahr 1750 und ist noch vom Vorgängerbau aus dem Jahr 1703 übriggeblieben.
Die Gemeinde Suomusjärvi ging auf eine 1678 gegründete Kapellengemeinde namens Laidikka oder Loidikkaa zurück. Diese unterstand dem Kirchspiel Kisko. 1698 wurde die Kapelle in das Dorf Suomusjärvi verlegt. Als eigenständige politische Gemeinde existierte Suomusjärvi seit 1898. Zum Jahresbeginn 2009 wurde die Gemeinde zusammen mit Halikko, Kiikala, Kisko, Kuusjoki, Muurla, Perniö, Pertteli und Särkisalo nach Salo eingemeindet.

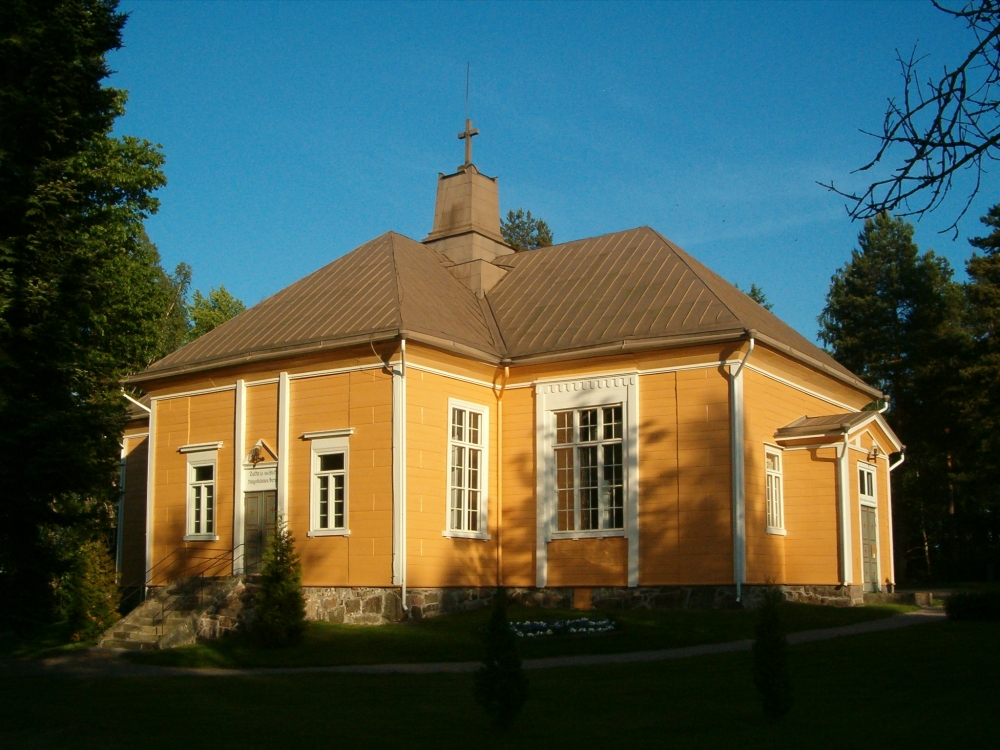
Die Kirche von Suomusjärvi

## Söhne und Töchter
- Risto Nuuros (* 1950), Orientierungsläufer